# TNF受体相关因子
TNF受体相关因子（TRAF）是一个与炎症调节、抗病毒相应、细胞凋亡有关的蛋白质家族，在哺乳动物中有七个成员，分别是TRAF1、TRAF2、TRAF3、TRAF4、TRAF5、TRAF6和TRAF7。